# 원평초등학교 지도분교
원평초등학교 지도분교는 경상남도 통영시 용남면 지도해안로 303 (지도리)에 있었던 분교이다.

## 연혁
- 1957.04.08 원평국민학교 지도분교장 설립인가
- 1958.05.01 지도국민학교 개교
- 1963.09.01 수도분교장 설립인가
- 1982.03.01 병설유치원 개원
- 1994.09.01 원평국민학교 지도분교장
- 1995.03.01 수도분교장 폐교
- 1996.03.01 원평초등학교 지도분교장
- 2014.03.01 폐교